# Steelzaad
Steelzaad (Scorzonera laciniata, synoniem: Podospermum laciniatum) is een eenjarige of soms tweejarige plant uit de composietenfamilie (Asteraceae). De soort komt van nature voor in Zuid- en West-Europa, Noord-Afrika en Zuidwest-Azië en is van daaruit verspreid naar Noord-Amerika. De soort is inheems in Wallonië. Het aantal chromosomen is 2n = 14.
De plant wordt 10-40 cm hoog, vormt een penwortel en een bladrozet. De rechtopstaande, ruwe, kaal tot wollig behaarde, holle stengel is vertakt en fijn gestreept. De 6-8 cm lange veerdelige rozetbladeren hebben drie of vier paar 10 mm lange en 1 mm brede slippen. De middennerf is 1,5 mm breed. De stengelbladeren zijn vergelijkbaar, maar veerspletig en zittend.
Steelzaad bloeit vanaf mei tot in juli met gele bloemen. De bloeiwijze is een 1,5-2,5 cm groot hoofdje met gele, vijftandige, 12 mm lange en 2 mm brede lintbloemen. Het omwindsel is 7-20 mm lang en 6-12 mm breed. Er zijn drie tot vijf rijen omwindselblaadjes. Ze zijn lancetvormig en hebben vaak aan de top een schuinafstaande punt. Een bloem heeft vijf meeldraden. De draadvormige stijl heeft twee gelobde stempels.
De bloemformule is:
- /x K ∞ [C (5), A (5)], G2, nootje

De gesteelde vrucht is een bruin, 8-17 mm lang, geribd nootje met grijs, 8-17 mm lang vruchtpluis.

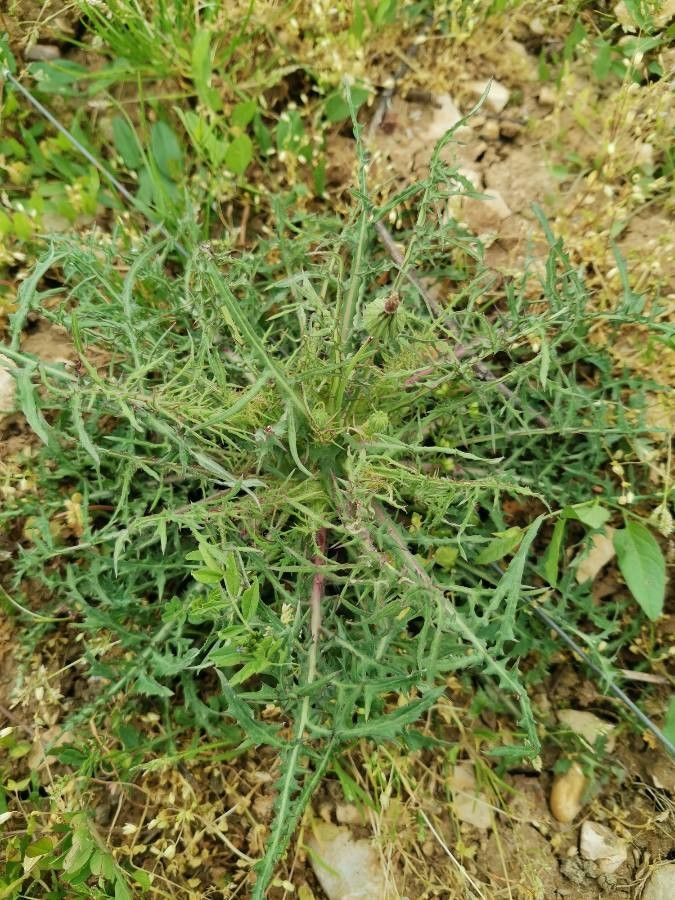
Bladrozet
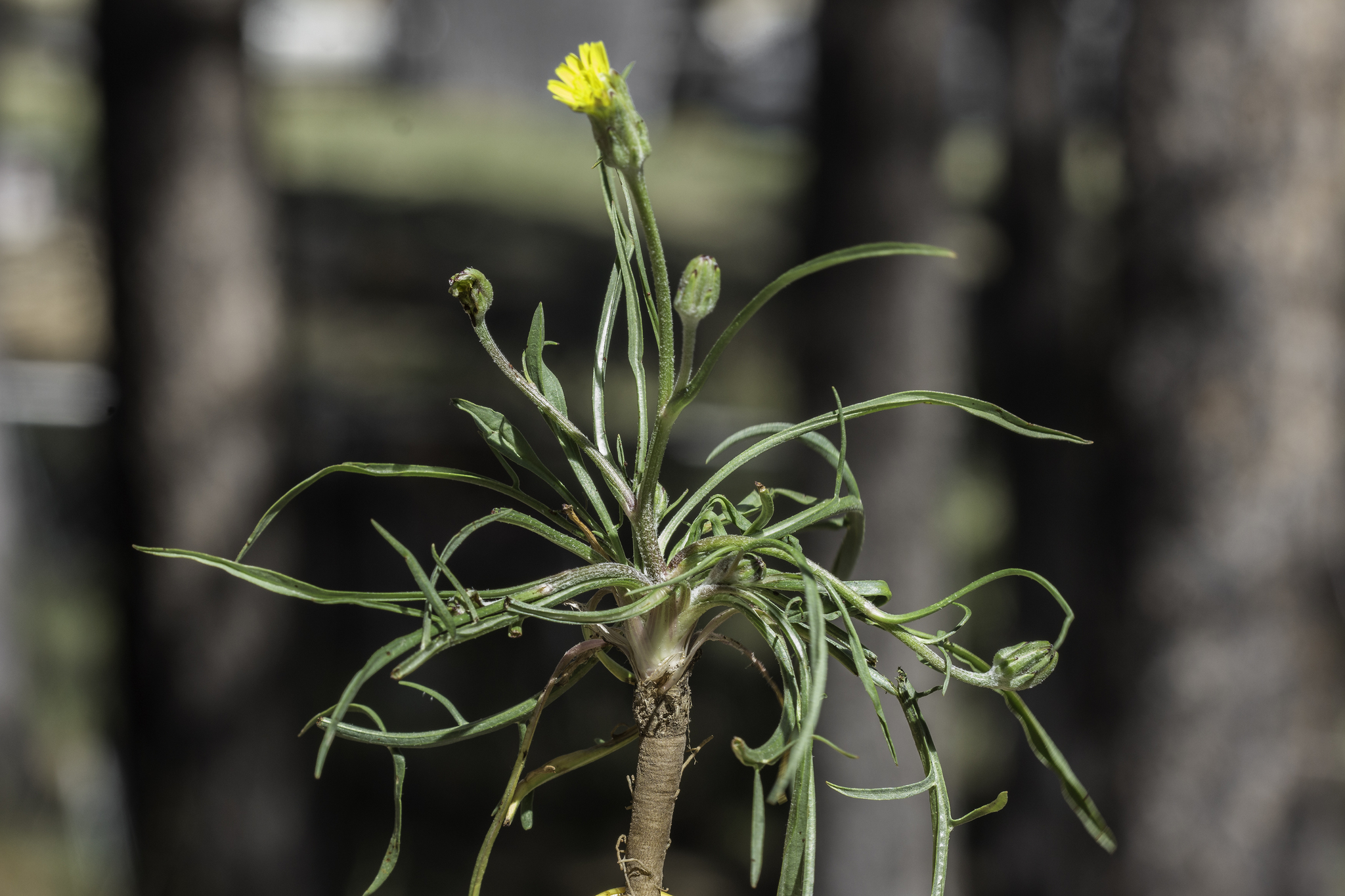
Wortel
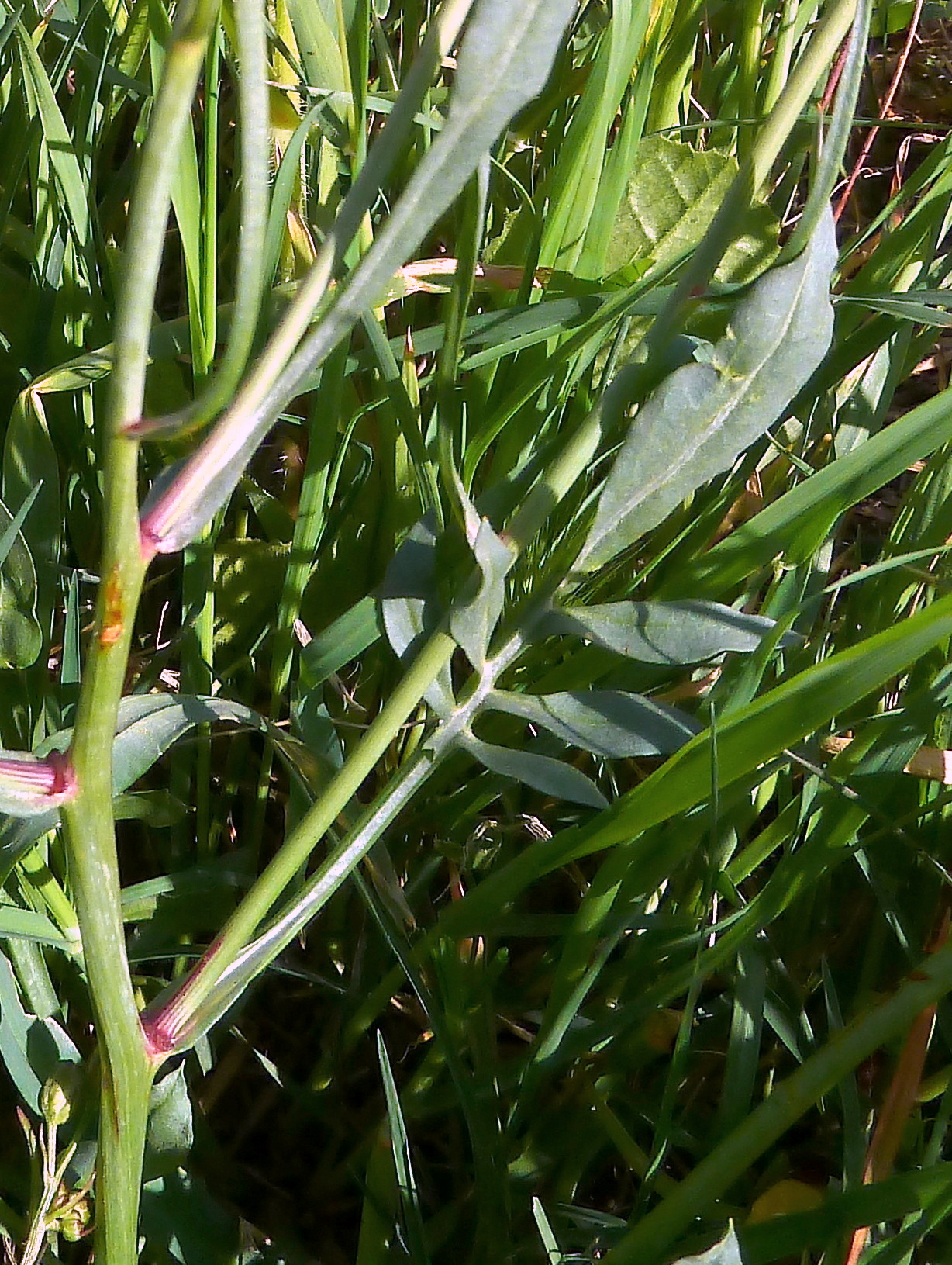
Stengelbladeren
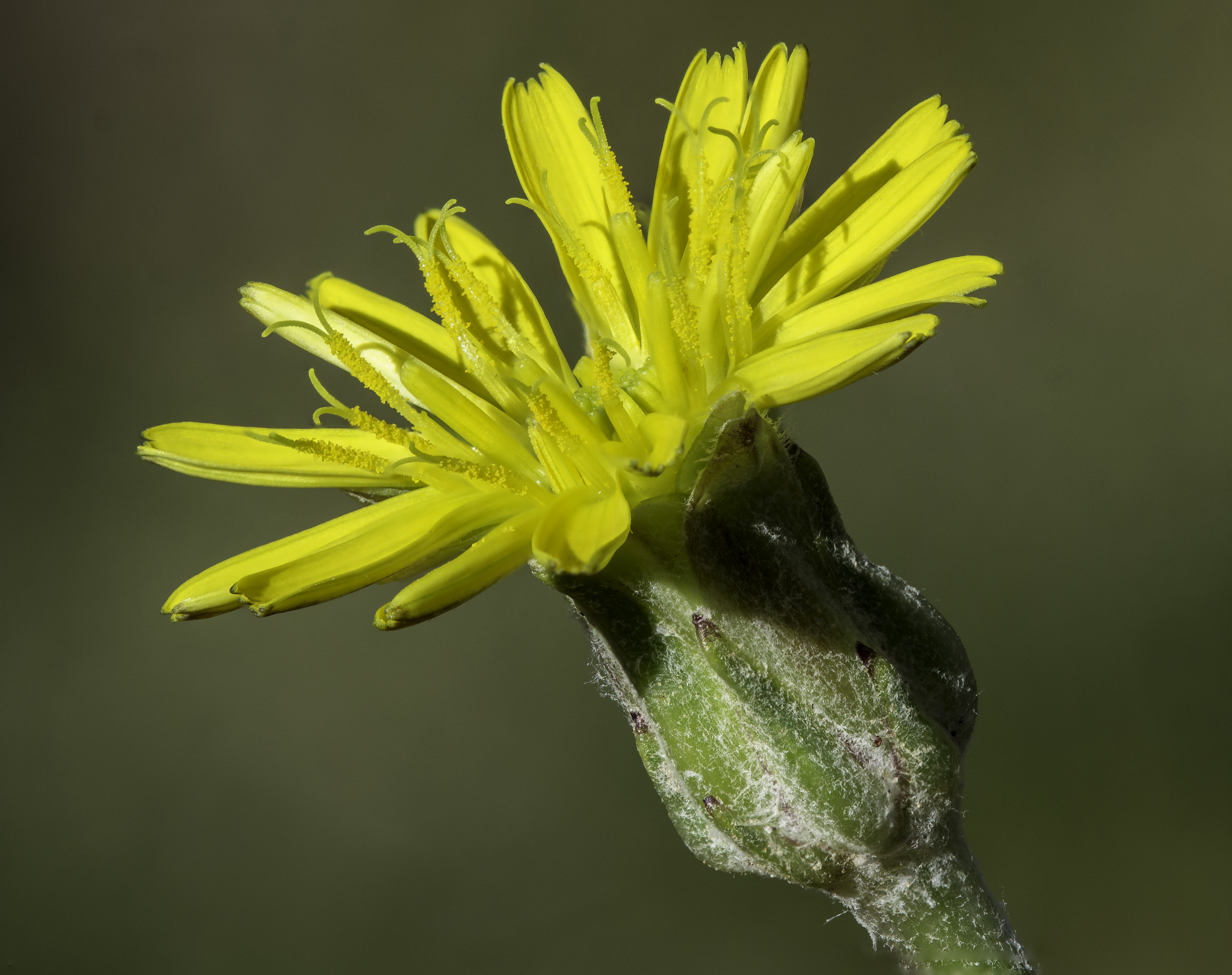
Bloemhoofdje
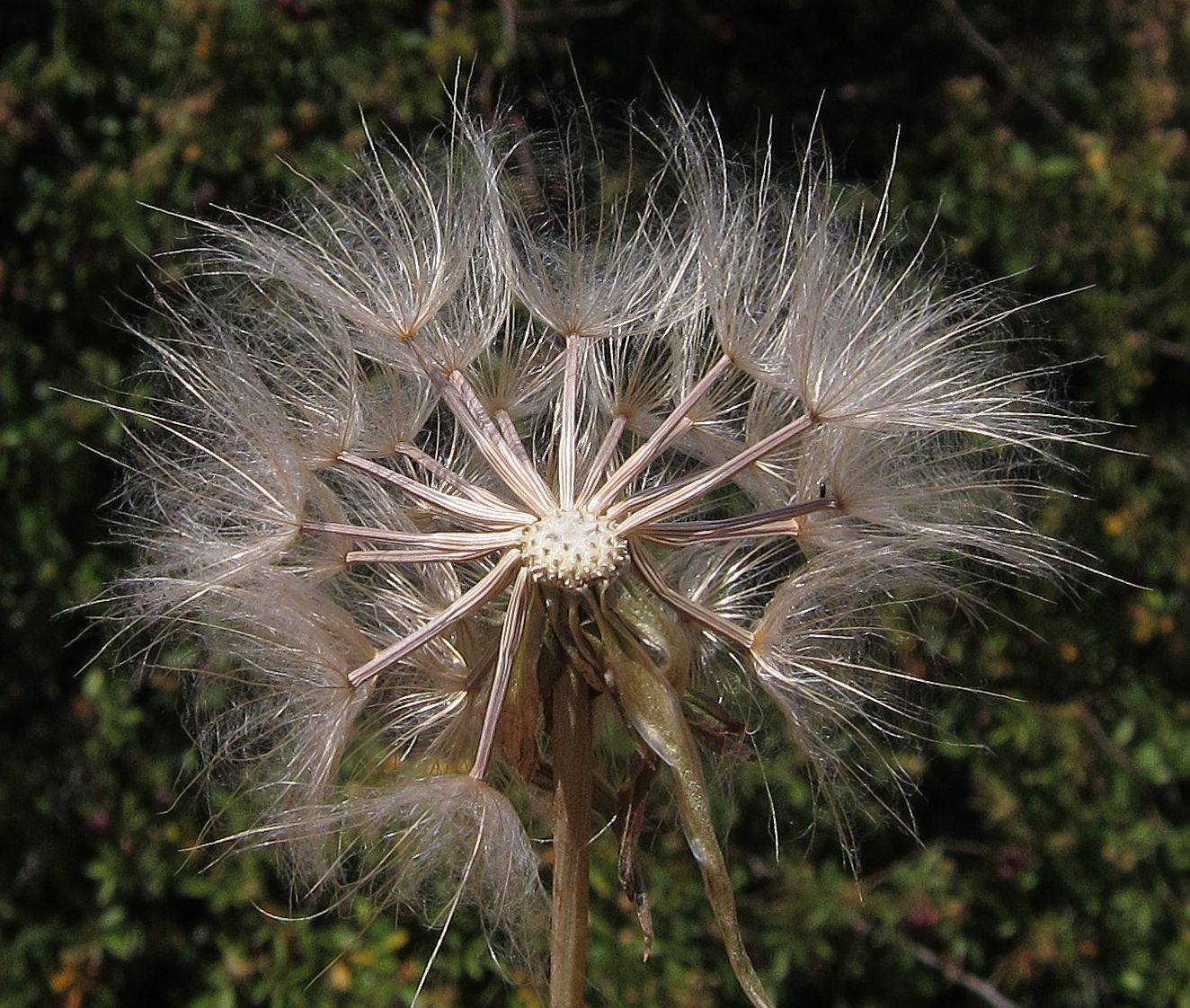
Vruchten

Steelzaad komt voor op kalkrijke grond in kalkgrasland, op puinhellingen en rotsachtige plaatsen.